# Feucht
Feucht – gmina targowa w Niemczech, w kraju związkowym Bawaria, w rejencji Środkowa Frankonia, w regionie Planungsregion Nürnberg, w powiecie Landkreis Nürnberger Land. Leży w Okręgu Metropolitarnym Norymbergi, około 13 km na południowy wschód od Norymbergi i ok. 16 km na południe od Lauf an der Pegnitz, przy autostradzie A6, autostradzie A9, drodze B8 i liniach kolejowych Monachium – Berlin; Norymberga – Ratyzbona – Pasawa.

## Podział administracyjny
Gmina składa się z następujących części: Feucht, Gauchsmühle, Hahnhof, Moosbach i Weiherhaus.

## Polityka
Rada gminy składa się z 24 członków:
|      | CSU | SPD | Bezpartyjni | Zieloni | Niezrzeszeni | Razem      |
| 2002 | 12  | 8   | 2           | 1       | 1            | 24 miejsca |

### Współpraca
Miejscowości partnerskie:
- Crottendorf, Saksonia
- Leutschach, Austria